# Tennistoernooi van Hongkong

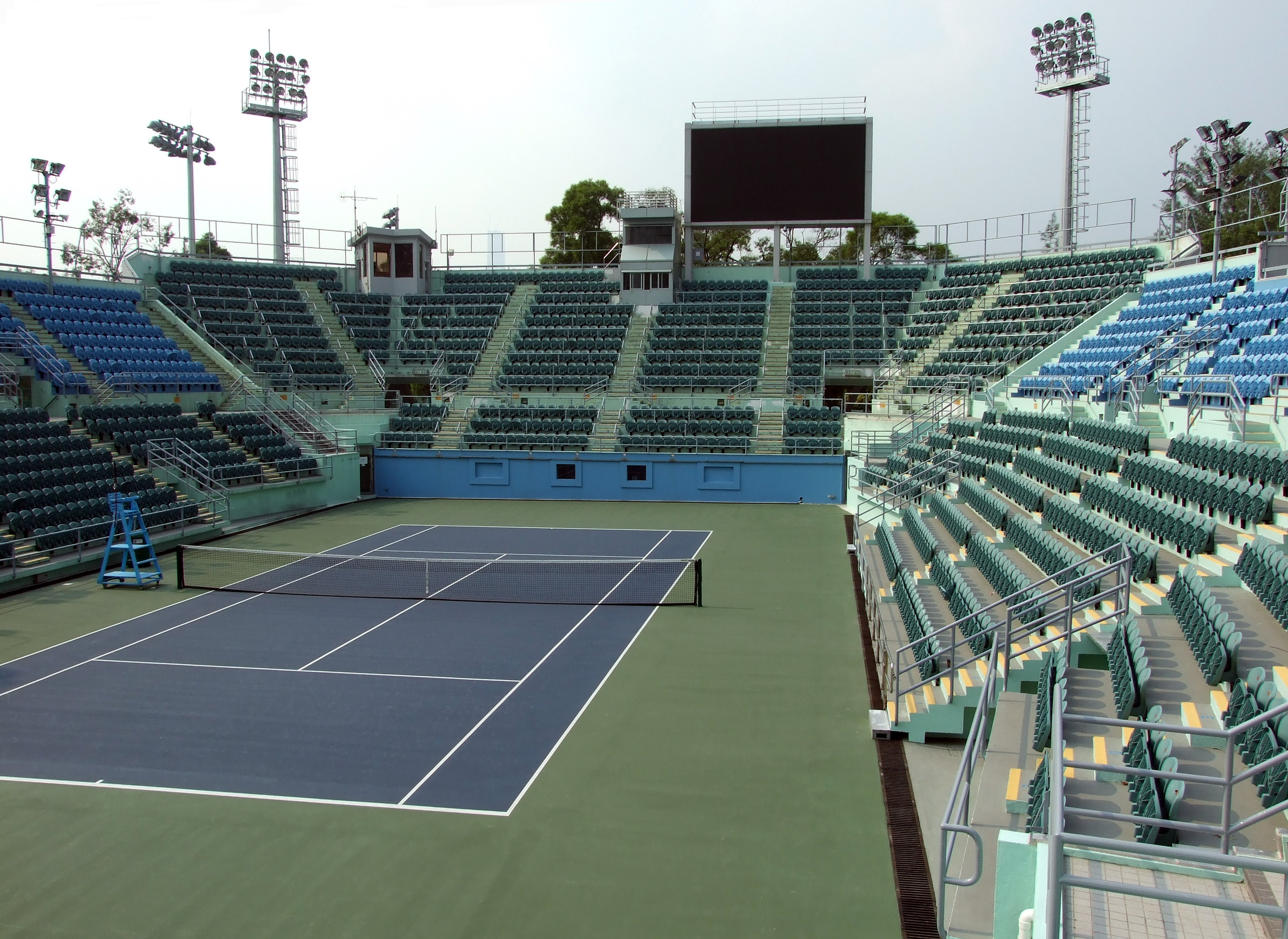
Victoria Park tennisstadion in 2009

Het tennistoernooi van Hongkong is een zowel historisch als actueel toernooi dat wordt gespeeld op hardcourt-banen in de aan China gelieerde stad Hongkong. De officiële naam van het toernooi is Hong Kong Open. Er wordt gespeeld in het Victoria Park tennisstadion.
Het toernooi bestaat uit twee delen:
- WTA-toernooi van Hongkong, het toernooi voor de vrouwen (1980–1982, 1993, 2014–heden)
- ATP-toernooi van Hongkong, het toernooi voor de mannen (1973, 1975–1987, 1990–2002, 2024-)

Navigatie
- Navigatie tennistoernooi van Hongkong